# Římskokatolická církev na Slovensku
Římskokatolická církev je největší organizovanou náboženskou skupinou na Slovensku. Při posledním sčítání lidu (2001) se k ní přihlásilo 3 708 120 (68,93 %) obyvatel. Významný byl i počet obyvatel hlásících se k řeckokatolické církvi, bylo jich 219 831 (4,09 %).

## Struktura[2]
Diplomatickým zástupcem Apoštolského Stolce je apoštolský nuncius na Slovensku.
K poslední změně struktury římskokatolické církev na Slovensku došlo 14. února 2008, když zanikla arcidiecéze bratislavsko-trnavská a vznikly arcidiecéze bratislavská a trnavská a diecéze žilinská.

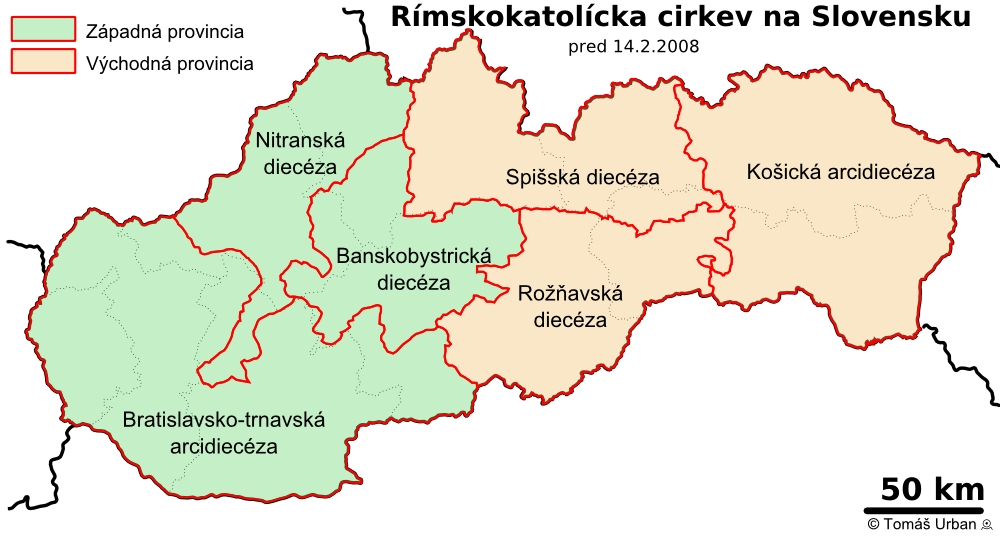
Přehled slovenských diecézí před 14. únorem 2008

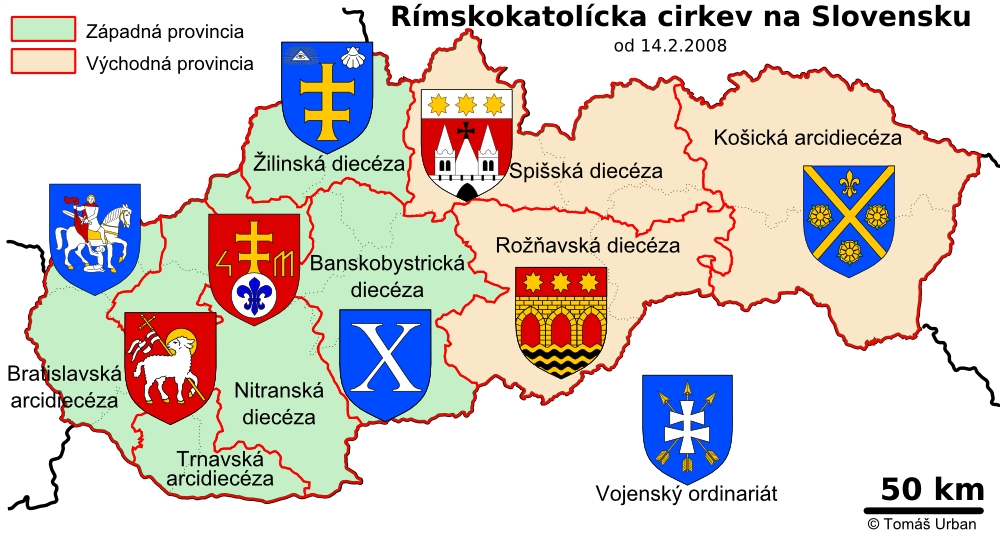
Přehled slovenských diecézí a jejich znaky po 14. únoru 2008

- Západní provincie (Bratislavská římskokatolická provincie)
- Arcidiecéze bratislavská se sufragánními diecézemi:
  - arcidiecéze trnavská
  - diecéze banskobystrická
  - diecéze nitranská
  - diecéze žilinská

- Východní provincie (Košická římskokatolická provincie)
- arcidiecéze košická se sufragánními diecézemi:
  - diecéze spišská
  - diecéze rožňavská

- Vojenský ordinariát Slovenska

### Řeckokatolická církev na Slovensku

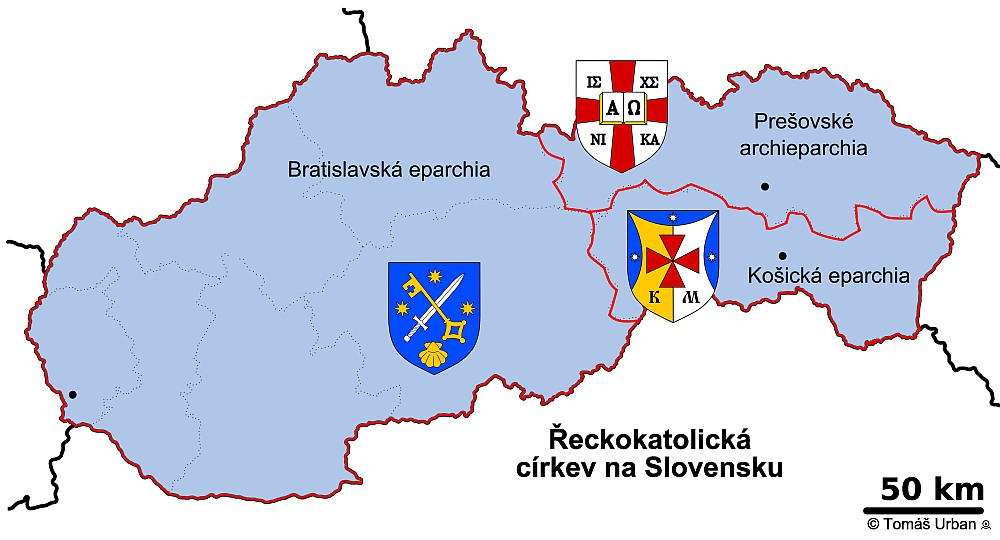
Přehled slovenských eparchií a jejich znaky

Je zde uvedena, protože její biskupové kromě toho, že mají zvláštní Radu hierarchů, společně s římskokatolickými biskupy tvoří Konferenci biskupů Slovenska
- archeparchie prešovská
  - eparchie košická
  - eparchie bratislavská

## Fotogalerie

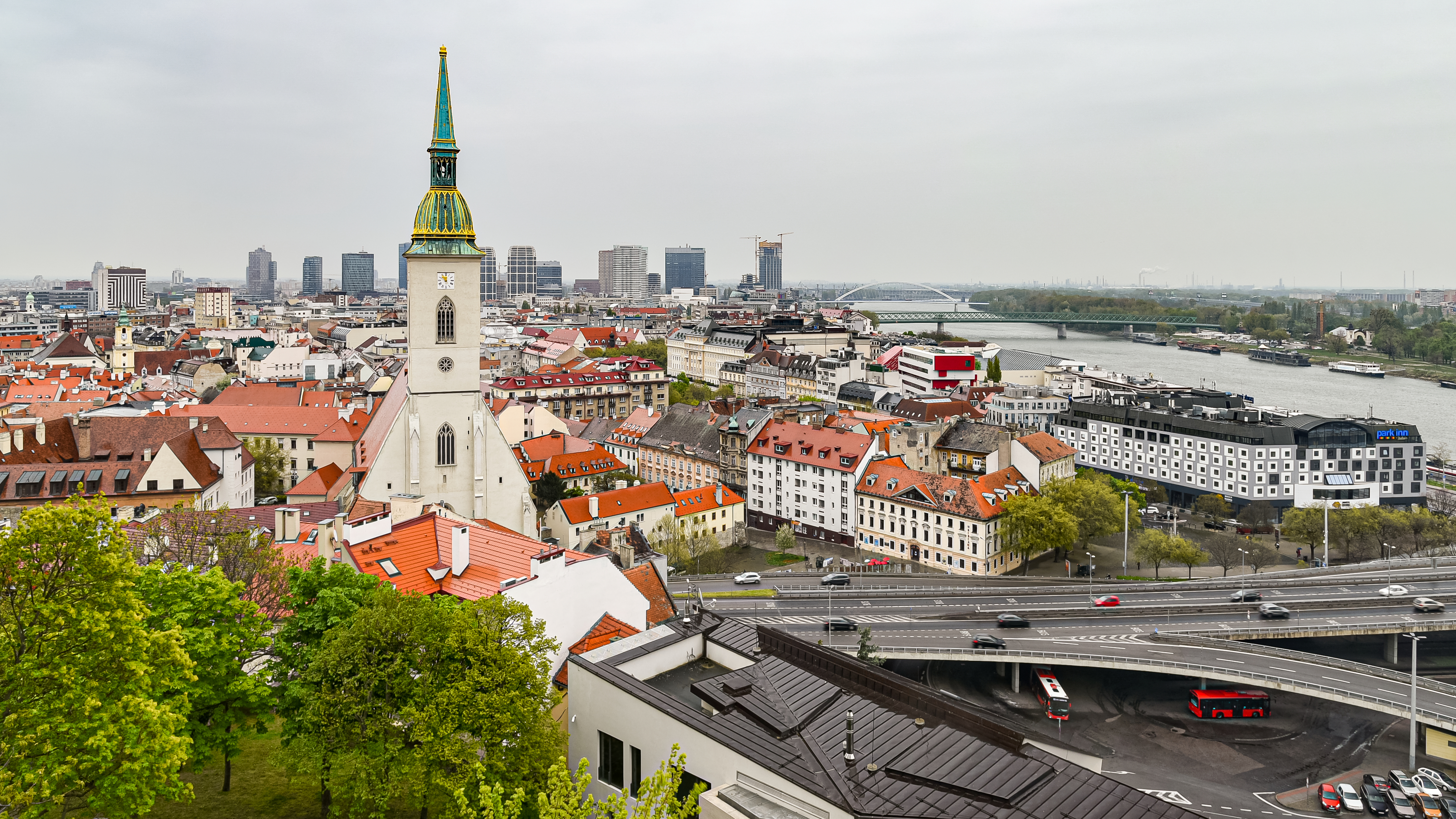
Katedrála sv. Martina v Bratislavě
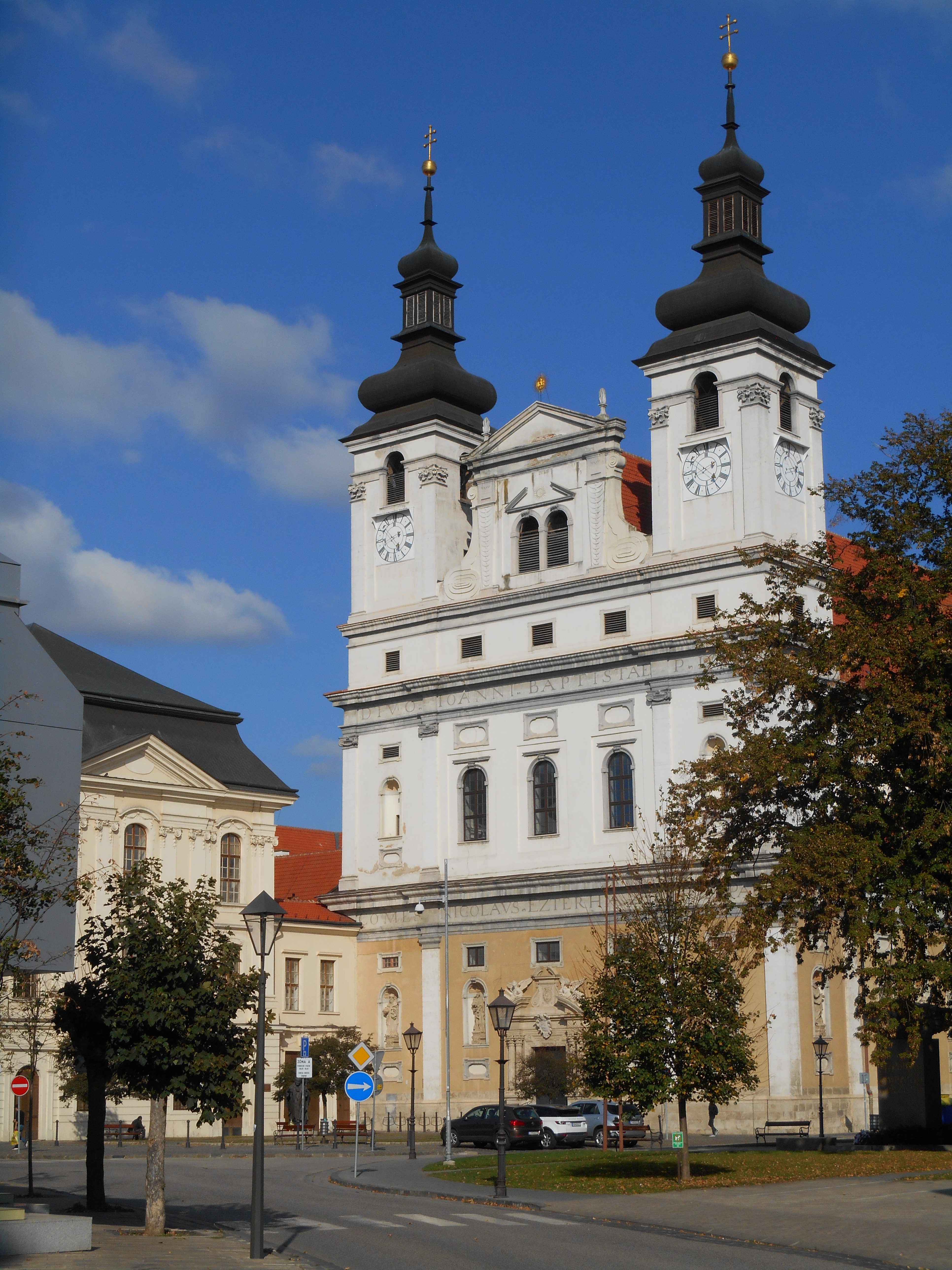
Katedrála sv. Jana Křtitele v Trnavě
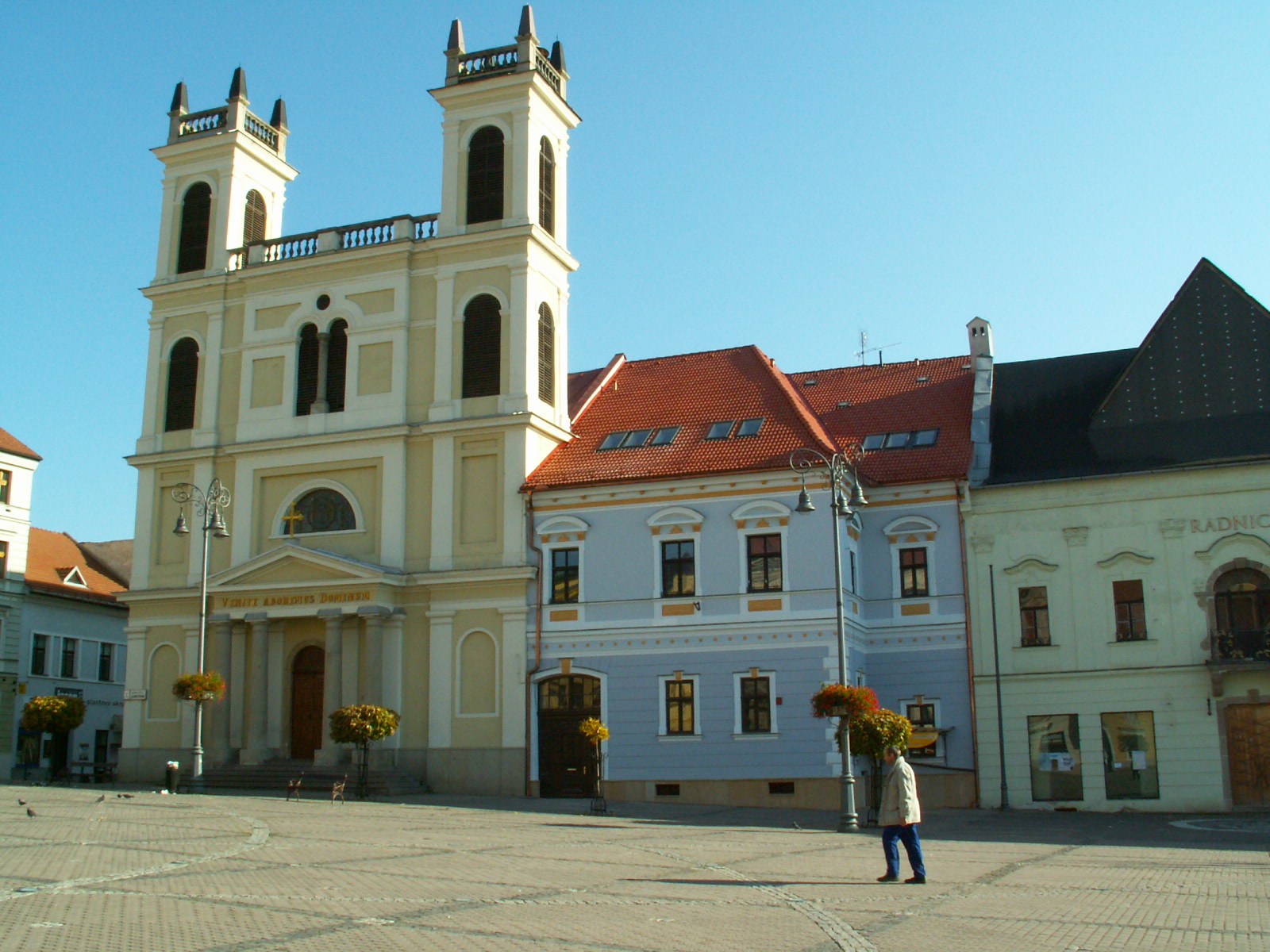
Katedrála sv. Františka Xaverského v Banské Bystrici
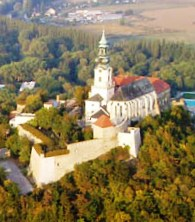
Katedrála sv. Jimrama v Nitře
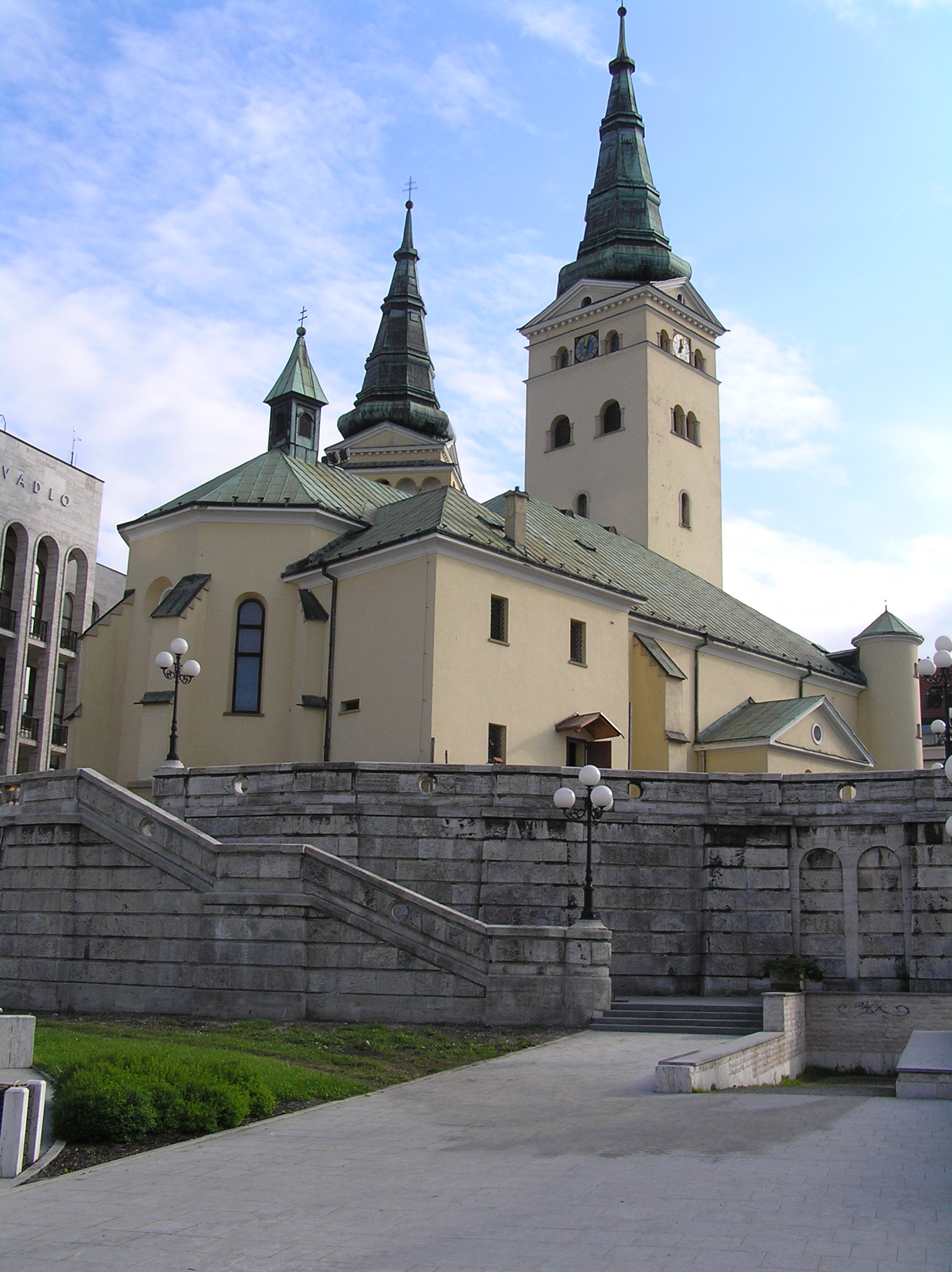
Katedrála Nejsvětější Trojice v Žilině
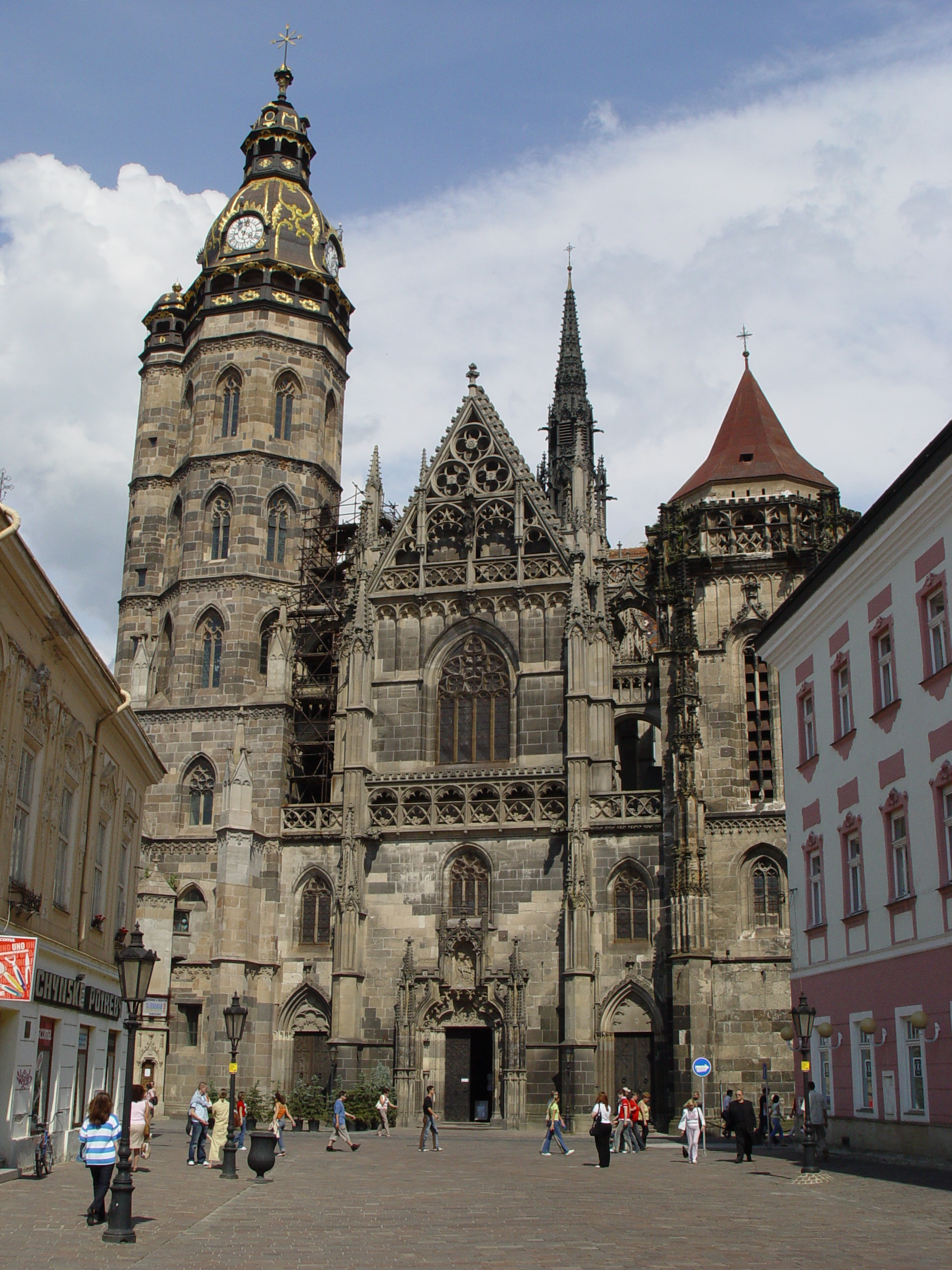
Katedrála svaté Alžběty v Košicích
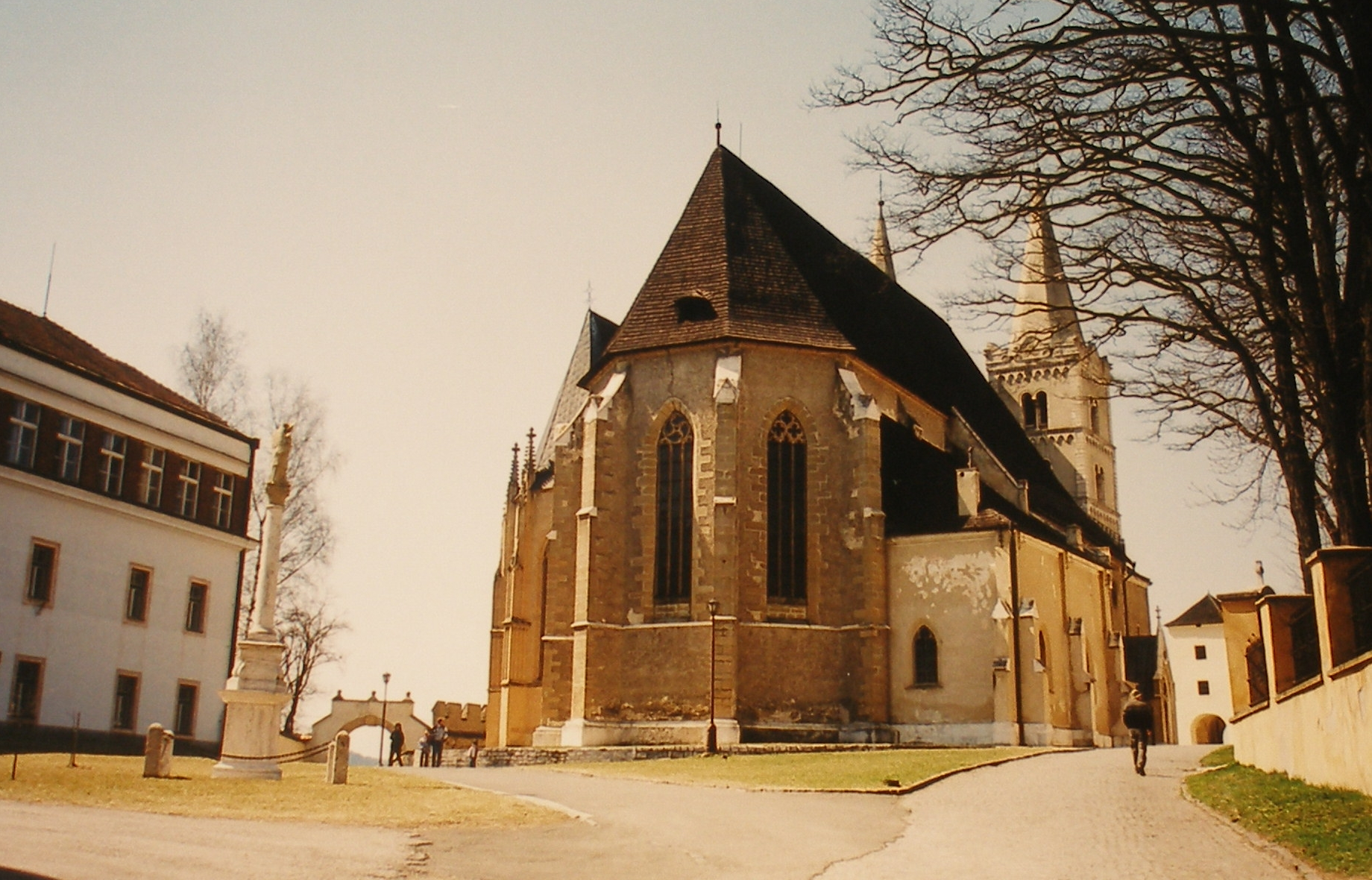
Katedrála sv. Martina v Spišskej Kapitule
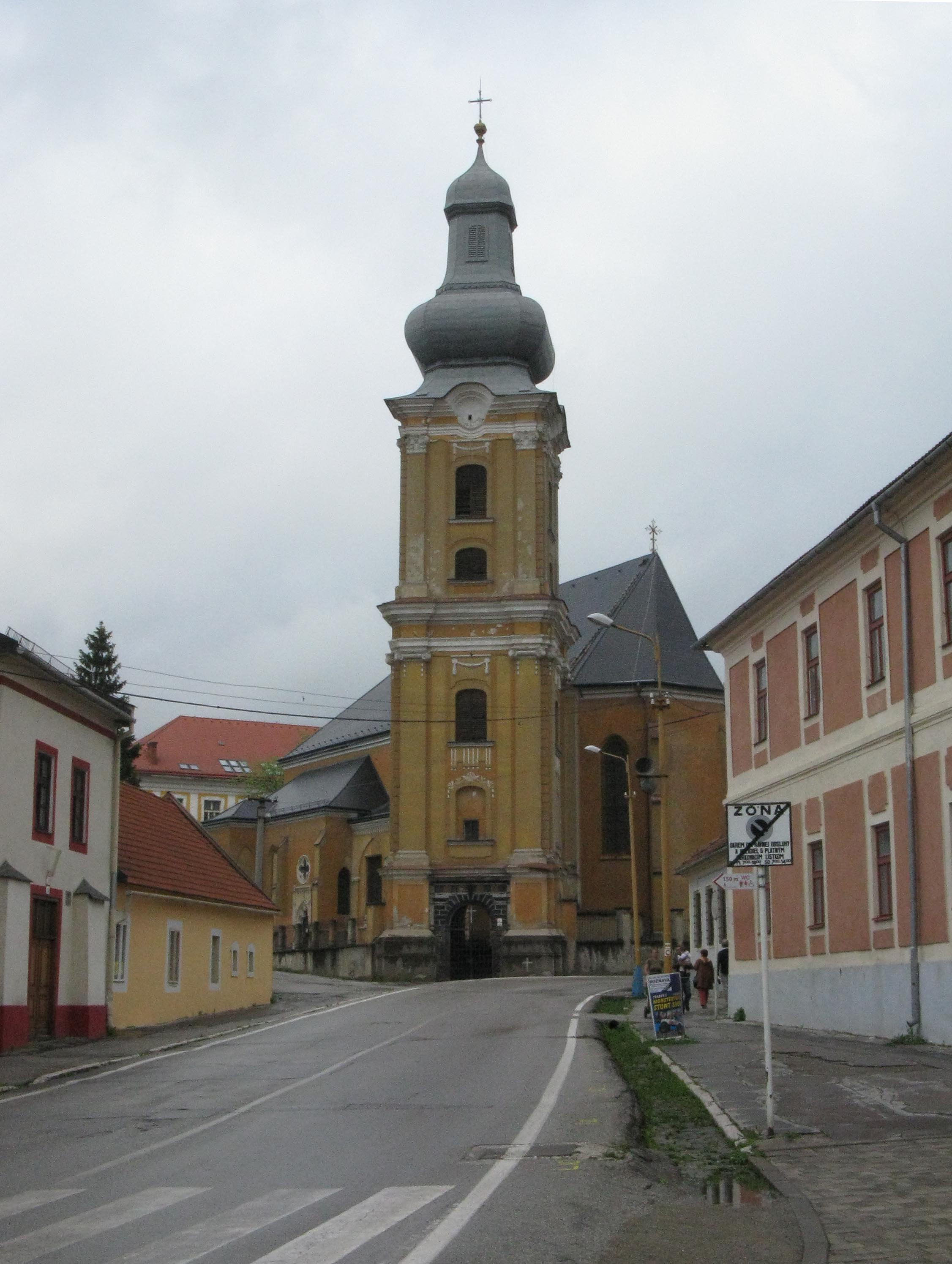
Katedrála Nanebevzetí Panny Marie v Rožňavě